# Радмила Смиљанић (глумица)
Радмила Смиљанић (Бихаћ, 20. фебруар 1973) српска је позоришна и филмска глумица, драматург и филмски и позоришни сценариста. Члан је Народног позоришта Републике Српске од 1999. године.

## Живот
Радмила је рођена у Бихаћу, од оца Милоша Реље Смиљанића из Ревеника и мајке Зоре Ступар, такође из Ревеника. Одрасла је у Петровцу. Драматургију је завршила на Академији умјетности у Бањој Луци. Прије Народног позоришта Републике Српске је радила у Позоришту Зоран Радмиловић у Зајечару. Живи у Бањој Луци.

## Улоге
| Год.  | Назив                          | Улога             |
| ----- | ------------------------------ | ----------------- |
| 1998. | Линије                         | Медицинска сестра |
| 2001. | Живот од Милутина              |                   |
| 2003. | Рецке                          |                   |
| 2004. | Нека се овај филм зове по мени | инквизитор        |
| 2008. | Вратиће се роде                | Видосава          |
| 2008. | То топло љето                  | Милица            |